# 아트 믹스

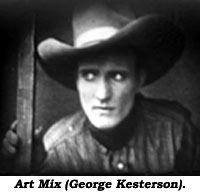

아트 믹스(Art Mix, 1896년 6월 18일 ~ 1972년 12월 7일)는 미국의 배우이다.
파이크군 (일리노이주)에서 태어났으며 리버사이드에서 사망하였다. 포리스트 론 메모리얼 파크에 매장되었다.

## 영화
- 버지니아 시티 (1940년)
- 멜로디 랜치 (1940년)
- 서부의 사나이 (1940년)
- 렛 프리덤 링 (1939년)
- 쉐인 온, 하베스트 문 (1938년)
- 키드 밀리언스 (1934년)
- 언더 어 텍사스 문 (1930년)